# 11020 Orwell
11020 Orwell è un asteroide della fascia principale. Scoperto nel 1984, presenta un'orbita caratterizzata da un semiasse maggiore pari a 3,0969011 UA e da un'eccentricità di 0,1503575, inclinata di 2,98720° rispetto all'eclittica.